# Білий Налив (зупинний пункт)
Бі́лий Нали́в — пасажирський залізничний зупинний пункт Рівненської дирекції Львівської залізниці.
Розташований на південному сході Ковеля, Ковельський район, Волинської області (біля Ковельської розв'язки на перетині двох євроавтошляхів E85 та E373) на лінії Здолбунів — Ковель між станціями Ковель (2 км) та Любитів (9 км).
Станом на березень 2019 року щодня чотири пари електропоїздів прямують за напрямком Ковель-Пасажирський — Ківерці/Луцьк/Здолбунів.